# وادي الخمس
وادي الخُمس" هو أحد الأودية الواقعة بمنطقة جازان جنوب غرب السعودية، ويعتبر واحداً من أودية تهامة.

## نبذة
يمتد الوادي لأكثر من 150 كيلو متر من جبال العاصم والجوه وجبل طحنان وجبل غراب
وينتهي في البحر الأحمر جنوب مدينة جازان ويتكون من أكثر من "100" وادي وشعب وكلها تتبع وادي الخمس ووادي الخمس حين يستقبل الأمطار يتكون منه سيل عرم يسقي أراض عظيمة منها معمال المصقع والخرم بالجعدية ومعمال الحلاوية والقحلة والحكامية في جاضع الخمس ويسقي معاميل الطواهرة بالمخشلية والحنابشة بالحبجية والحوراني وحكامية المضايا وينتهي بالبحر الأحمر. يتميز وادي الخمس بمياهه العذبة حين تشرب منها كأنما تشرب من المياه المحلاة، والزراعة في وادي الخمس مثمرة وذات جودة عالية وتنحصر الزراعة على الذرة الرفيعة والدخن والمانجو والخضروات مثل البامية والطماطم والملوخية وغيرها الكثير.